# Féregjárat

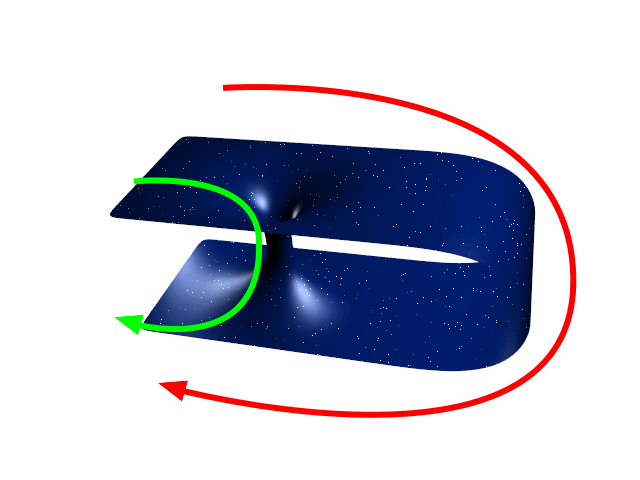
Féreglyuk szemléltetése, ami a téridőben lévő nagy távolságok áthidalását teszi lehetővé sokkal kisebb távolság megtételével

A féregjárat (vagy féreglyuk) vékony, csőszerű képződmény, ami az univerzum (vagy más univerzumok) két távoli, görbületmentes területét köti össze. A féreglyukról szóló elmélet a világegyetem kialakulásának elméleteiből született, közvetlen következménye annak a feltevésnek, hogy a tér pontjai kaotikusan összekötött állapotban vannak vagy lehetnek.
Ha a féreglyuk mindkét oldala egy helyen található, akkor nem a térben következik be a kapcsolat, hanem az időben.

## Alapok
Albert Einstein és Nathan Rosen már 1935-ben bebizonyították az egyirányú féreglyukak, a téridő hídjainak lehetőségét. A jelenség neve azóta is Einstein–Rosen‑híd. Ezeknek kialakulása a fekete lyukakhoz kapcsolódik. A fekete lyuk szingularitása úgy viselkedik, mint egy féreglyuk egyik oldala, ezenkívül instabil, és gyorsan pontszerű szingularitássá válik.
John Archibald Wheeler és Robert Fuller 1960-as évekbeli számításai szerint a féreglyuk olyan gyorsan omlik össze, hogy azon még a fénysugár sem hatolhatna át.
A kétirányú féreglyukak elméleti alapjait Kip Thorne és diákjai dolgozták ki 1985-ben.
A téridő állapota a Nagy Bumm utáni 10−43 másodperccel (ezt nevezik Planck-időnek, amikor a négy alapvető kölcsönhatás még nem különült el egymástól) egyfajta turbulens, felfújódásban lévő habra hasonlított, amelyben a buborékokat kvantummechanikai bizonytalanságok uralták. Ebben az időszakaszban az univerzum négydimenziós gömbhöz hasonlított. A születő féreglyukak a gömbfelszín különböző pontjait kötötték össze kitüremkedések formájában. Átmérőjük megegyezik azzal a távolsággal, amelyet a fény a Planck-időig képes volt megtenni, ami 10−33 centiméter. A világegyetem a tér buborékjaiból áll, amely buborékok felszínét önmagával és más buborékokkal féreglyukak kötnek össze.

## Létrehozása
A világegyetemben érvényesül a Heisenberg-féle határozatlansági reláció (vákuumfluktuáció). A vákuumot úgynevezett kvantumhab tölti ki, amelyben féreglyukak ugorhatnak elő a semmiből, majd tűnnek el. Ezek az úgynevezett kvantumféreglyukak kicsik és instabilak. Féreglyuk létrehozásához negatív energia szükséges, mivel a pozitív energia mindig pozitív térgörbületet hoz létre. A negatív térgörbület körülbelül a háromdimenziós nyeregfelülethez hasonlítható. Nagyméretű és stabil féreglyuk létrehozásához a szükséges negatív energiasűrűségre 5·1036 N/m² adódik, nagyjából ekkora a nyomás egy nagy tömegű neutroncsillag magjában. Emellett kell még hozzá a Jupiter tömegének legalább 71%-a. A stabilitás problémája ezzel még mindig nem megoldott.
A féreglyukak mindenhol megtalálható rések az időben, térben. Megnyújtásuk esetén a stabilizálás nem megoldható a gerjedések miatt. A megnyújtott féreglyuk sugárzást nyelne el mindkét oldalánál, és ez az elnyelődés folyamatosan erősödne, míg a féreglyuk össze nem omlana.

## Negatív energia
Az általunk ismert anyag pozitív energiával rendelkezik. Ezért a téridőben pozitív görbület jön létre. A féregjáratokhoz viszont negatív görbületű térrészre van szükség, tehát negatív energiára. A gravitáció (pozitív téridőgörbület) vonzza a negatív energiát. A kvantummechanika határozatlansági relációja kimondja, hogy minden energia ingadozik. Ez a negatív energiára is igaz, így a Casimir-effektus során az atom belsejében létrejövő virtuális, ellentétes töltésű részecskepárok a képződésükhöz szükséges energiát a vákuumtól kölcsönzik. Megszületésük pillanatában annihiláció révén megsemmisülnek. A kvantumféreglyukak létrejöttéhez szükséges negatív energia, így energia szabadul fel. Ha ezen vákuumfluktuációk idejét kicsit meghosszabbíthatnánk, akkor a vákuum energiasűrűségét e nullenergia-szint alá juttatnánk, és így egy negatív energiasűrűségű mezőt hoznánk létre.

### Angol nyelven
- What exactly is a 'wormhole'? answered by Richard F. Holman, William A. Hiscock and Matt Visser.
- Why wormholes? by Matt Visser.
- Wormholes in General Relativity by Soshichi Uchii.
- New Improved Wormholes by John G. Cramer
- White holes and Wormholes provides a very good description of Schwarzschild wormholes with graphics and animations, by Andrew J. S. Hamilton.
- Questions and Answers about Wormholes a comprehensive wormhole FAQ by Enrico Rodrigo.
- Wormhole on arxiv.org
- Large Hadron Collider Theory on how the collider could create a small wormhole, possibly allowing time travel into the past.
- animation that simulates traversing a wormhole